# Montdory
Montdory, auch Mondory, eigentlich Guillaume Des Gilberts (* 13. März 1594 in Thiers, Frankreich; † 10. November 1653 ebenda) war ein französischer Schauspieler und Theaterdirektor. 1629 ließ er sich mit seiner Truppe in Paris nieder und gründete dort das Théâtre du Marais.

## Leben
Montdory inszenierte die ersten Theaterstücke des großen französischen Bühnenautors Pierre Corneille (1606–1684) von Mélite (1629) bis zu Le Cid (1636), in denen er oftmals die Hauptrolle spielte. So verkörperte er den Rodrigue in der Erstaufführung des Cid.
Ab 1637 litt er an einer Lähmung, die ihn am Spielen hinderte, was den relativen Abstieg seines Theaters gegenüber der konkurrierenden „Troupe de l’Hôtel de Bourgogne“ bewirkte.